# Pristimantis colodactylus
Espèce
Synonymes
- Eleutherodactylus colodactylus Lynch, 1979

Statut de conservation UICN

 LC  : Préoccupation mineure
Pristimantis colodactylus est une espèce d'amphibiens de la famille des Craugastoridae.

## Répartition
Cette espèce se rencontre entre 2 195 et 3 140 m d'altitude :
- en Équateur dans les provinces de Zamora-Chinchipe et de Morona-Santiago ;
- au Pérou dans les régions de Piura et de Cajamarca.

## Description
Les mâles mesurent de 17,4 à 24,0 mm et les femelles de 24,9 à 29,2 mm.

## Publication originale
- Lynch, 1979 : Leptodactylid frogs of the genus Eleutherodactylus from the Andes of southern Ecuador. Miscellaneous Publication, Museum of Natural History, University of Kansas, vol. 66, p. 1-62 (texte intégral).